# Ijo älv

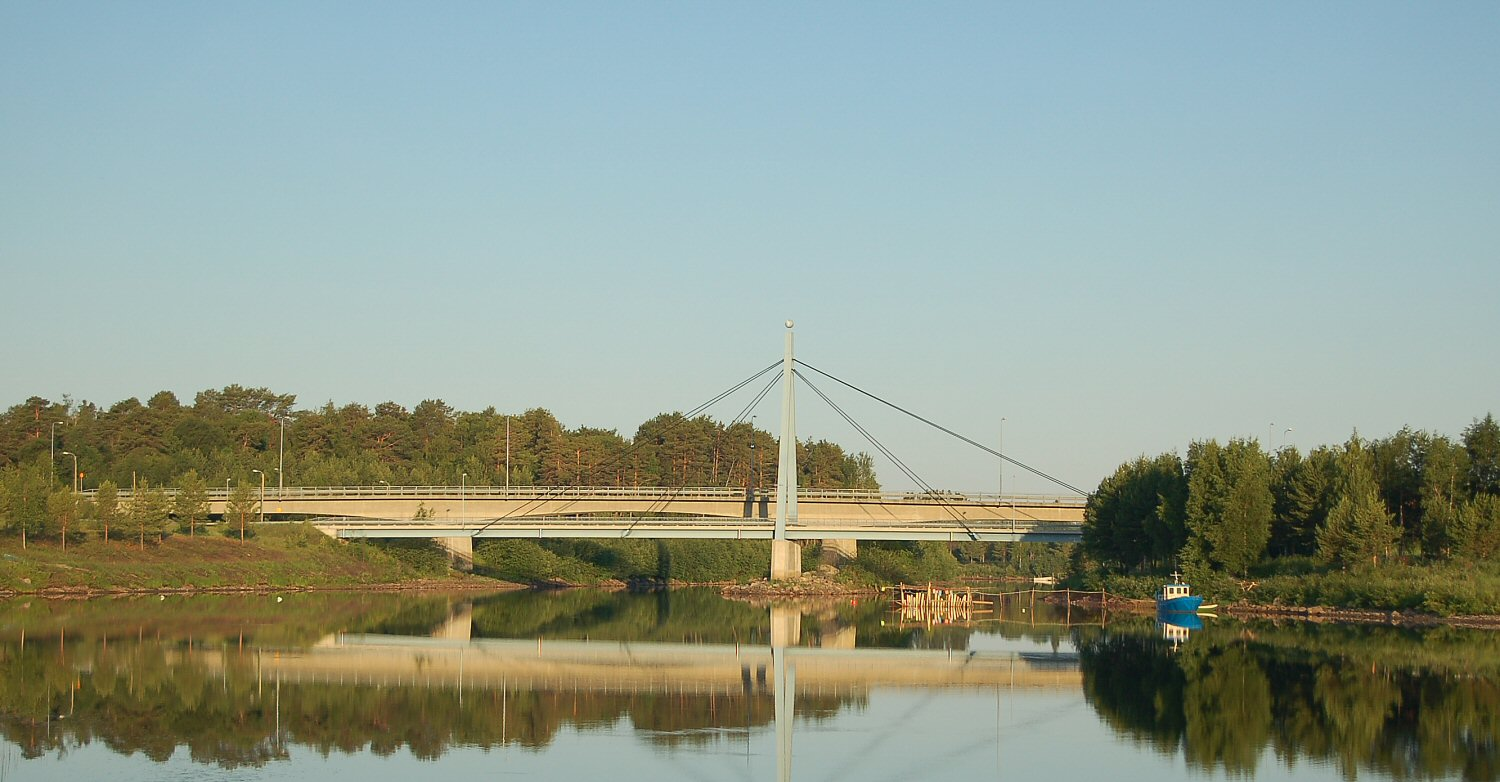
Ijo älv vid Ijo

Ijo älv (fi. Iijoki) är en 370 km lång älv i Uleåborgs län i Finland. Ijo älv har sin källa i sjön Iijärvi och mynnar ut i Bottenviken vid Ijo. Ijo älv har ett tillflödesområde på 14 191 km2.
- Wikimedia Commons har media som rör Ijo älv.